# Ipiranga (bairro de São Paulo)

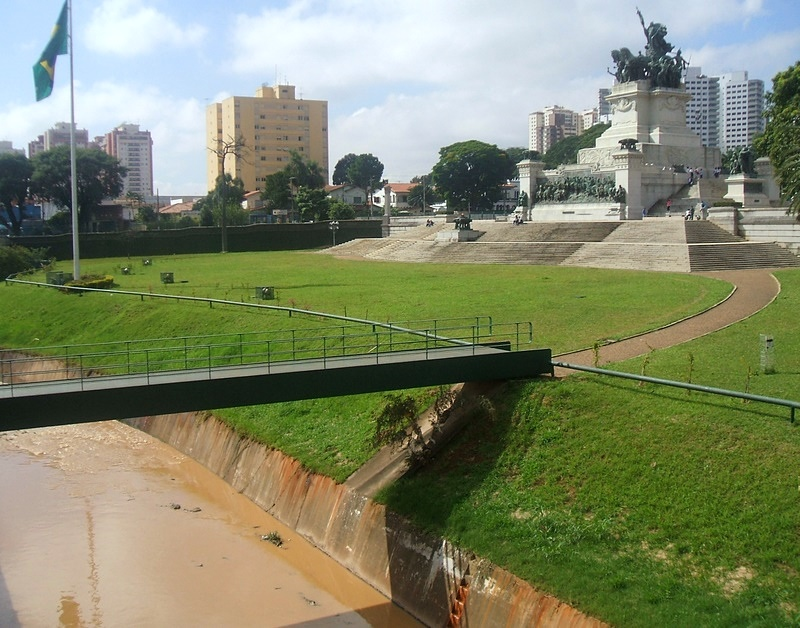
Monumento da Independência, ao lado do Riacho do Ipiranga

Ipiranga é um bairro localizado no distrito homônimo, no município de São Paulo, Brasil. É um dos bairros localizado na zona Sul. Tem limite com os bairros da Mooca e Vila Prudente (Zona Leste) e Vila Mariana (Zona Sul) do município de São Paulo e abriga importantes pontos históricos, como o Museu do Ipiranga, um dos mais conhecidos no Brasil, e o Parque da Independência, em frente ao edifício do museu. No Parque da Independência, há um monumento que simboliza a Independência do Brasil (proclamada onde hoje está o parque) e o famoso "Grito do Ipiranga". Dentro do parque, é possível se ver a Casa do Grito, que aparece no lado direito do quadro do pintor Pedro Américo que retrata a independência do Brasil.

## Topônimo
O nome do bairro é uma referência ao riacho do Ipiranga, local onde foi proclamada a independência do Brasil, em 1822. De acordo com Eduardo de Almeida Navarro, o topônimo de origem tupi é formado pelas termos "y + pirang + a" e significa "rio vermelho" ou "água vermelha".

## Descrição
Além de ser um bairro residencial, também é um bairro comercial, tendo a avenida Nazaré como sua principal via. Paralelo à essa avenida está localizado o chamado "miolo do Ipiranga", entre as ruas Manifesto, Tabor, Comandante Taylor e a Avenida Nazaré, que é o ponto mais famoso do bairro e o mais valorizado.[carece de fontes?] O bairro é atendido por três estações da Linha 2 do Metrô de São Paulo. São elas: Tamanduateí, Sacomã e Alto do Ipiranga, e ainda pelas estações Tamanduateí e Ipiranga da Linha 10 do Trem Metropolitano de São Paulo. Também conta com boa parte da extensão do Expresso Tiradentes.

## História

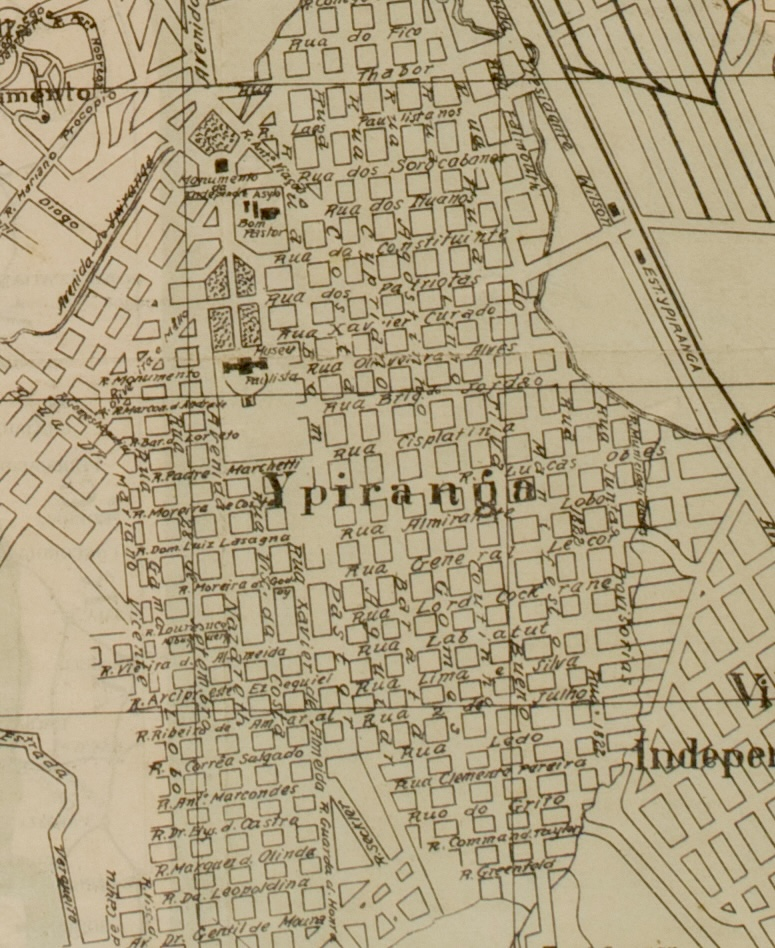
Traçado do bairro "Ypiranga", Mapa Oficial da cidade em 1929.

Conhecido como um dos bairros mais antigos do município de São Paulo, foi fundado em 7 de Setembro de 1822, data também da Proclamação da Independência, por Dom Pedro I às margens do ribeirão Ipiranga.
O bairro foi povoado por índios guaianases, porém no século XVI os homens brancos chegaram nessas terras. O português João Ramalho foi um dos primeiros a chegar no bairro e a contribuir para o surgimento de uma população mesclada do lugar. João se casou com Bartira, filha do cacique com quem teve muitos filhos. Após um tempo, os índios que residiam naquelas terras foram embora, pois não queriam mais ser escravizados pelos homens brancos.
Com o passar do tempo, o bairro deixou de ser apenas uma passagem entre o mar e a cidade, e Ipiranga testemunhou e colaborou nas modificações urbanas provocadas pela indústria, em 1904, foi palco do primeiro bonde elétrico. Outro fator que provou a industrialização da região foi a inauguração da Rodovia Anchieta, que no ano de 1947 ocasionou na instalação de indústrias, comerciantes e novos moradores ao bairro.
Durante a Revolta Paulista de 1924 o bairro foi bombardeado por aviões do Governo Federal. O exército legalista ao governo de Artur Bernardes se utilizou do chamado "bombardeio terrificante", atingindo vários pontos da cidade, em especial bairros operários como Mooca, Ipiranga, Brás, Belenzinho e Centro, que foram seriamente afetados pelos bombardeios.
A Família Jafet foi uma das primeiras de origem libanesa a chegar no Brasil. Benjamin Jafet foi o primeiro membro da família a chegar no país. Após alguns anos, os irmãos Jafet se tornariam os principais atacadistas e empreendedores da indústria têxtil brasileira. Sua Companhia Fabril de Tecelagem e Estamparia, contribuiu para o surgimento do bairro Ipiranga, auxiliando no seu desenvolvimento. A partir desse momento, a família Jafet em geral esteve presente nas principais obras da região do Ipiranga. Foram eles os responsáveis pela implantação de fábricas, obras de tratamentos as águas do rio Tamanduateí, construção de hospitais, escolas e estradas.
Outra figura importante para o surgimento e desenvolvimento do bairro foi a do Conde José Vicente de Azevedo, advogado, professor, parlamentar e precursor da ação social católica. Nos últimos anos do Império, José adquiriu terras na colina do Ipiranga. Através da expansão urbana do bairro, se desenvolve o Conde Vicente de Azevedo sua obra, fundada nos princípios de solidariedade cristã, dispondo de colaboradores notáveis da época. No dia 22 de Novembro de 1896, é inaugurado o "Asilo de Meninas Órfãs", primeira grande empreitada do Conde no bairro. O asilo proporcionou diversas obras de cunho educacional e assistencial.
Através das mudanças, se tornou um dos bairros mais tradicionais e conhecidos do município de São Paulo. Hoje, é considerado um museu a céu aberto, pois em 8 de maio de 2007 as doze construções centenárias do bairro foram tombadas pelo Conpresp (Conselho Municipal do Patrimônio Histórico, Cultural e Ambiental do Município de São Paulo).